# Johann Quentin von Jörger

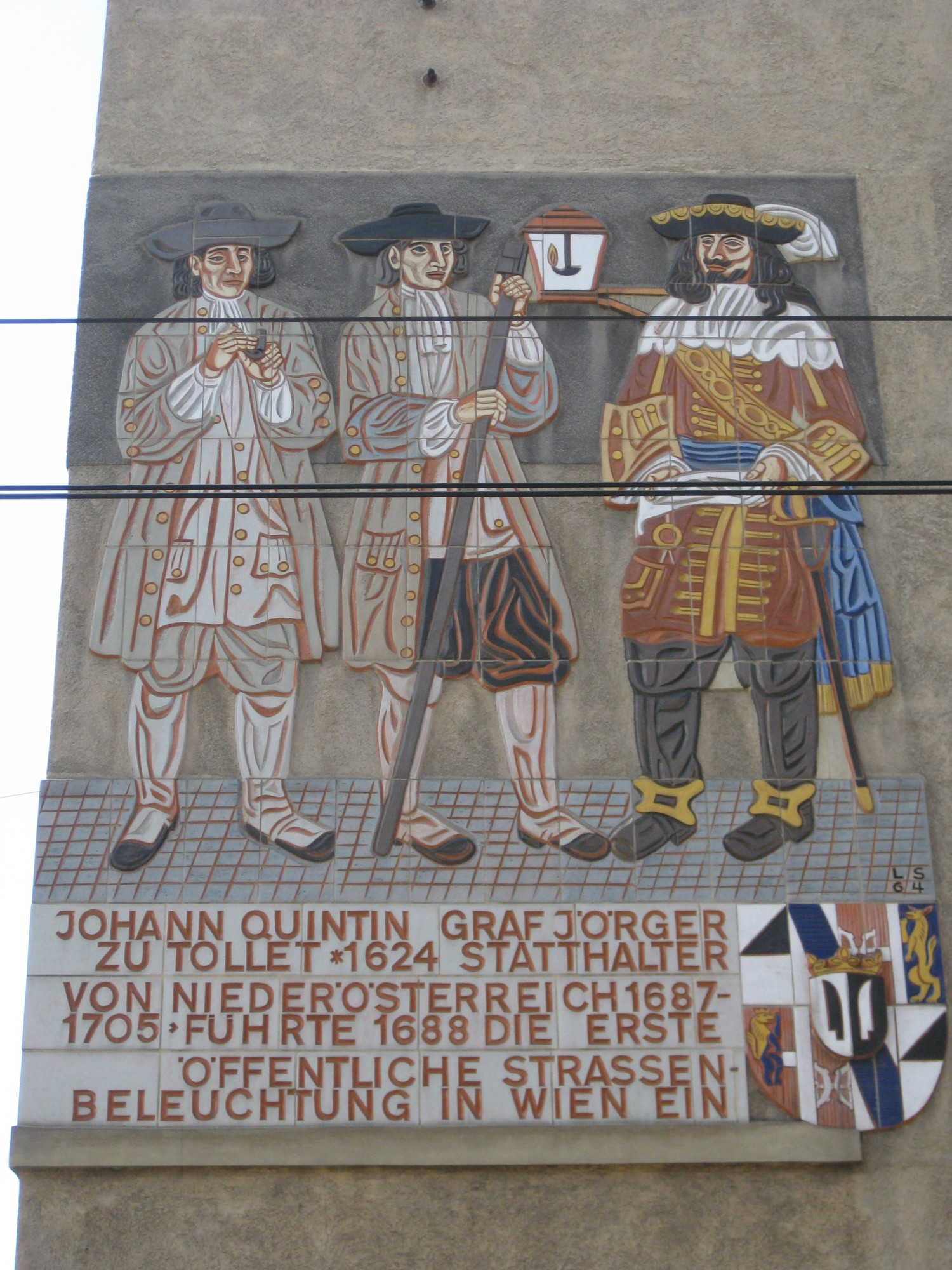
Graf Jörger zu Tollet-Wandbild in 1170 Wien, Jörgerstraße 9

Graf Johann Quentin (I.) Jörger von Tollet (* 1624; † 17. Februar 1705 in Wien) war zuletzt k. k. Staats- und Konferenzminister sowie Statthalter des Erzherzogtums Österreich unter der Enns. Er wurde zusammen mit seinem Onkel Johann Septimius mit der Urkunde vom 9. August 1659 in den erblichen Reichsgrafenstand erhoben.
Er entstammt der Linie des Hanns von Jörger. Sein Vater war der Freiherr Johann Helfreich von Jörger (* 13. Dezember 1594; nach 1654) und dessen Ehefrau die Freiin Elisabeth Polyxena von Althann († 1625).
Johann Quentin war ursprünglich evangelisch und trat um 1650 der katholischen Kirche bei. Er wurde im Jahr 1650 kaiserlicher Kämmerer, 1651 Hofkammerrat, bald darauf Hofkammer-Vizepräsident, 1681 wirklicher Geheimer Rat. Im Jahr 1687 wurde er zum Statthalter von Österreich unter der Enns ernannt. Im Jahr 1688 wurde er mit dem Orden vom Goldenen Vlies ausgezeichnet und war zuletzt k. k. Staats- und Konferenzminister.
In seiner Eigenschaft als Statthalter hat sich Johann Quentin um die Polizei- und Sicherheitsanstalten Wiens verdient gemacht. Er sorgte für die Rumor- und Sicherheitswache, erneuerte die Marktordnungen, die Feuerlöschanstalten und sorgte für eine bessere Pflasterung der Straßen Wiens. Als eine seiner nützlichsten Einrichtungen galt die Einführung der Beleuchtung der Straßen bei Nacht, wo mit er den Kaiser am 26. Januar 1688 überraschte. Durch seine Redlichkeit, Gerechtigkeit und seinen praktischen Eifer erwarb er sich das Vertrauen des Monarchen.
Jörger schrieb seine Memoiren, die als 8-bändiges Werk in der Hofbibliothek hinterlegt wurden. Nach seinem Tod wurde er in der Profeßhauskirche in der Jörger’schen Familiengruft bestattet.

## Familie
Er war zweimal verheiratet. Seine erste Frau war die Freiin Maria Anna von Königsberg. Das Paar hatte zwei Söhne:
- Johann Peter (* 1656; † 15. Februar 1680), kaiserlicher Kämmerer
- Johann Christoph Ehrenreich (* 1658; † 1691), Oberst

Nach dem Tod seiner ersten Frau heiratete er die Gräfin Maria Rosalia von Losenstein († 3. Oktober 1700). Aus der Ehe hatte er weitere 13 Kinder, darunter:
- Maria Josepha (* 1668; † 12. März 1746)

⚭ 1689 Heinrich Ernst Rüdiger von Starhemberg (* 12. Januar 1638; † 4. Juni 1701)
⚭ 1707 Gundaker Thomas von Starhemberg (* 14. Dezember 1663; † 8. Juli 1745)
- Johann Leopold (1669–1675)
- Johann Joseph Ignatz († 5. April 1739) ⚭ 1697 Maria Juliane Barbara von Stubbenberg
- Johann Karl († 26. August 1696), Oberleutnant
- Johann Franz Adam (1675–1676)
- Maria Rosalia († 26. Juli 1738) ⚭ 1705 Johann Leopold von Herberstein (1659–1728)
- Johann Franz Anton Dominik  (* um 1670; † 11. Dezember 1738), österreichischer General
- Maria Franziska († 14. März 1761), unverheiratet
- Maria Antonia (* 1685; † 22. Februar 1730) ⚭ 1706 Gundemar Joseph von Starhemberg (* 17. März 1679; † 21. Februar 1743)
- Maria Elisabeth (* 1685/7; † 28. Februar 1758) ⚭ 1705 Adolf Bernhard von Martinitz (* vor 1690; † 27. Juli 1735)
- Maria Karoline († 17. November 1757), Stiftsdame in Buchau